# Museum Speelklok
Museum Speelklok (tot zomer 2010 Nationaal Museum van Speelklok tot Pierement) is een museum in de Nederlandse stad Utrecht. Het museum bezit een collectie automatisch spelende muziekinstrumenten, waarvan de meeste nog steeds in werking zijn en dus muziek kunnen maken. In de collectie bevinden zich onder andere speeldozen, klokken met speelwerken, pianola's, automatisch spelende piano's, orchestrions, draaiorgels (of, in oud Nederlands, pierementen), dansorgels, kermisorgels en een torenuurwerk met carillon. De muziek van deze instrumenten wordt tijdens rondleidingen ten gehore gebracht. Hierdoor is het museum door de jaren heen erg populair geworden, ook in het buitenland. Het aan de Lichte Gaard gevestigde restauratie-atelier is in 2009 geheel vernieuwd en fungeert als werkplaats voor het museum.
Het museum doet ook mee aan de Utrechtse Museumnacht.

## Geschiedenis
Het museum is ontstaan in 1956 naar aanleiding van de in dat jaar in Utrecht gehouden tentoonstelling "Van Speeldoos tot Pierement", mede opgericht door Jan Jacob Leonard "Jan Jaap" Haspels (geboren 1940, overleden 2016). Jarenlang werd het museum door vrijwilligers gerund in een vleugel van museum Het Catharijneconvent, totdat in 1970 de eerste betaalde medewerker werd aangenomen en het museum verhuisde naar Achter de Dom. Sinds 1984 is het gevestigd in de middeleeuwse Buurkerk. Daarvoor werden in de zijbeuken expositieruimtes gebouwd met daarbovenop twee promenades. Eind 2005 werd ingang van de Buurkerkhof 10 naar de Steenweg 6 verplaatst, werd de route door het museum grondig aangepast en werd op de (toenmalige) Danszaal de glazen Transeptzaal gebouwd. In 2012 en 2013 werd een groot deel van het museum wederom verbouwd om plaats te maken voor nieuwe, interactieve zalen. In 2016 werden ten slotte de ruimtes waar de rondleiding door voert aangepakt: de Danszaal kreeg een make-over en de Straat- en kermisorgelzaal werd verbouwd om plaats te maken voor vier nieuwe themaruimtes.

## Collectie
- Concertorgel de Schuyt
- Draaiorgel de Arabier
- Draaiorgel de Drie Pruiken
- Schietend Schip

## Tijdelijke tentoonstellingen
Enkele omvangrijke exposities uit de geschiedenis van het museum waren:
- Royal Music Machines (13 april t/m 30 juli 2006)
- Sing Song - Schatten uit de Verboden Stad (16 oktober 2010 t/m 31 maart 2010)

Sinds de verbouwing van 2013 beschikt het museum over een aparte tentoonstellingszaal, waardoor er meer tentoonstellingen geprogrammeerd kunnen worden dan voorheen. Sindsdien hebben de volgende tentoonstellingen plaatsgevonden:
- Cheers! - Cafémuziek uit de Roaring Twenties (11 oktober 2013 t/m 16 maart 2014)
- Moving Magic (24 april 2014 t/m 29 maart 2015)
- Beestenboel (29 april 2015 t/m 28 februari 2016)
- Geweven Muziek (18 maart t/m 14 augustus 2016)
- Speeldoosjes - Vol met herinneringen van Utrechters (24 november 2016 t/m 30 april 2017)
- Marble Machine (1 juni t/m 20 augustus 2017)
- Vieze Liedjes op Deftige Speelklokken (12 oktober 2017 t/m 8 april 2018)
- Robots Love Music! (21 september 2018 t/m 4 maart 2019)

## Fotogalerij

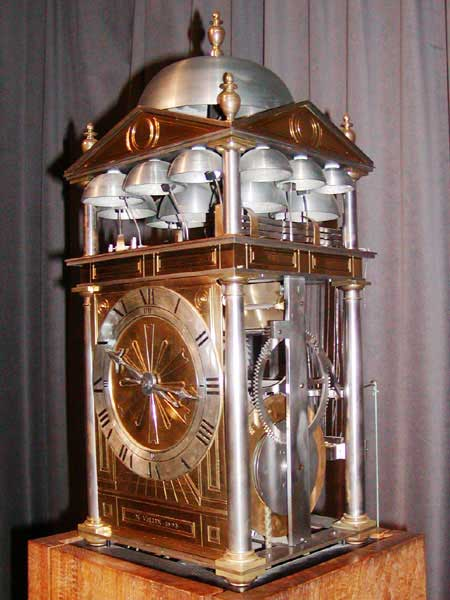
Replica van een Engelse speelklok uit 1598, van de hand van Nicholas Vallin. De klok speelt muziek op dertien bellen.
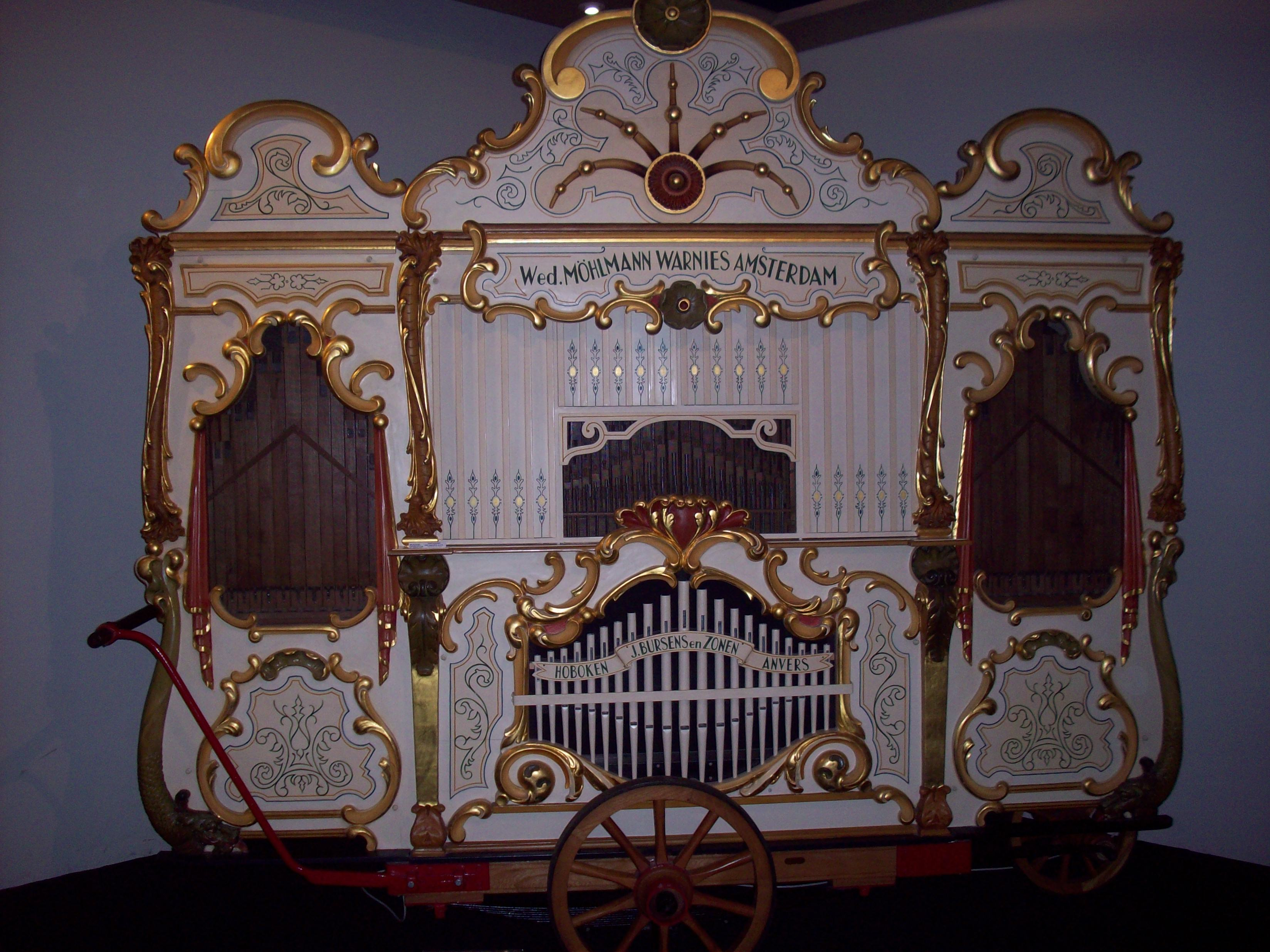
Draaiorgel de Zeventiger
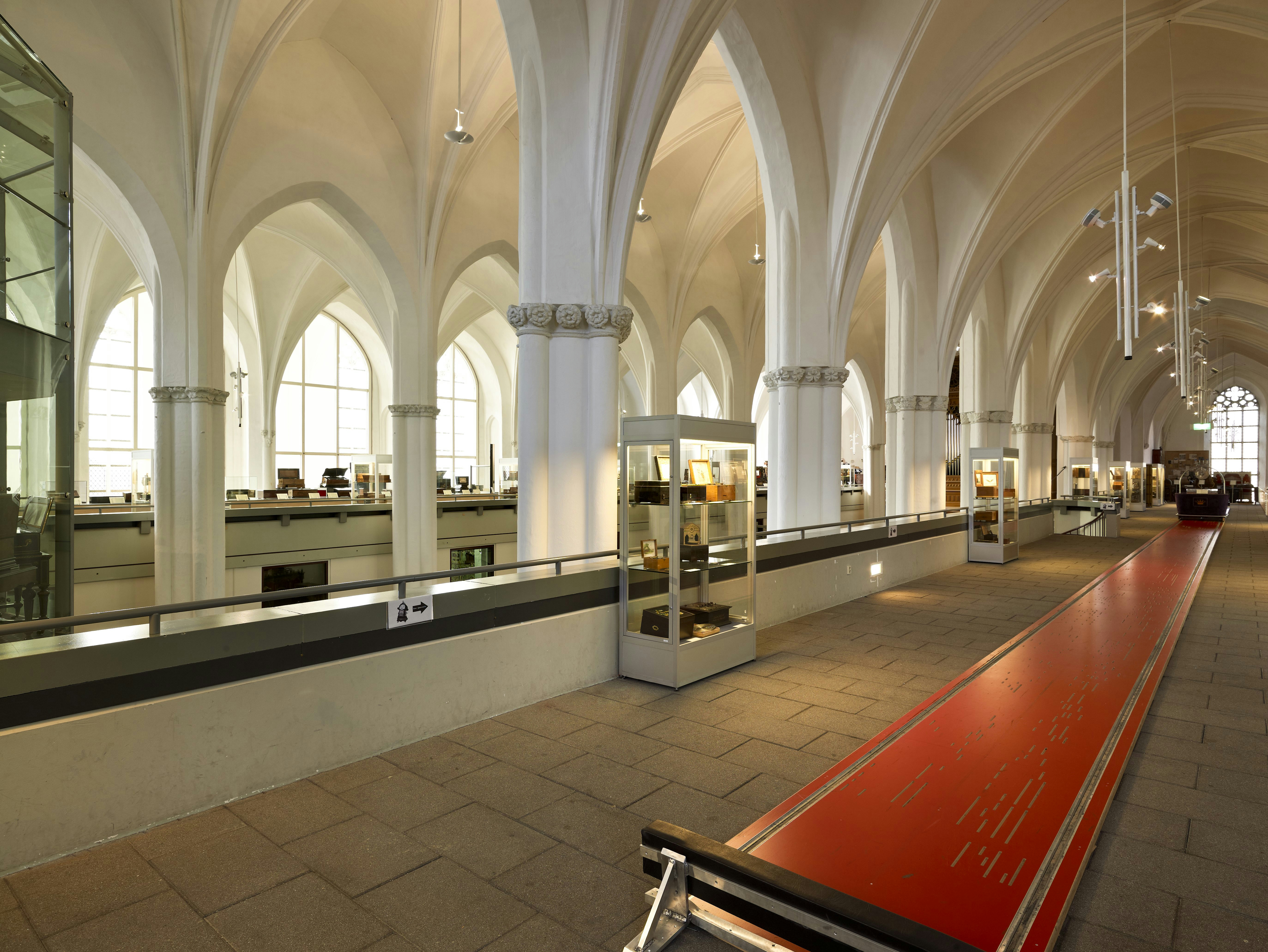
Interieur op aangebrachte verdieping
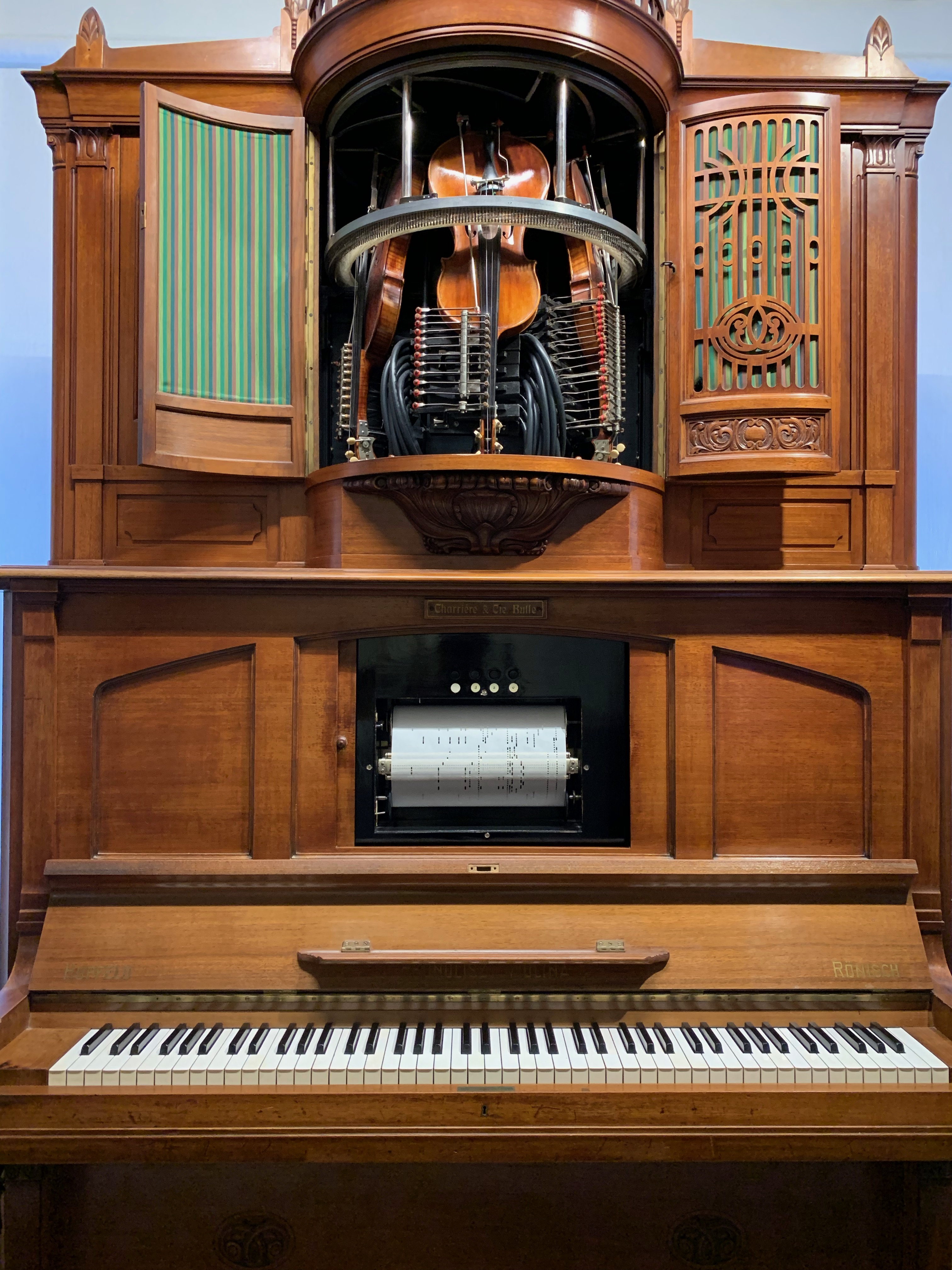
Phonoliszt Violina
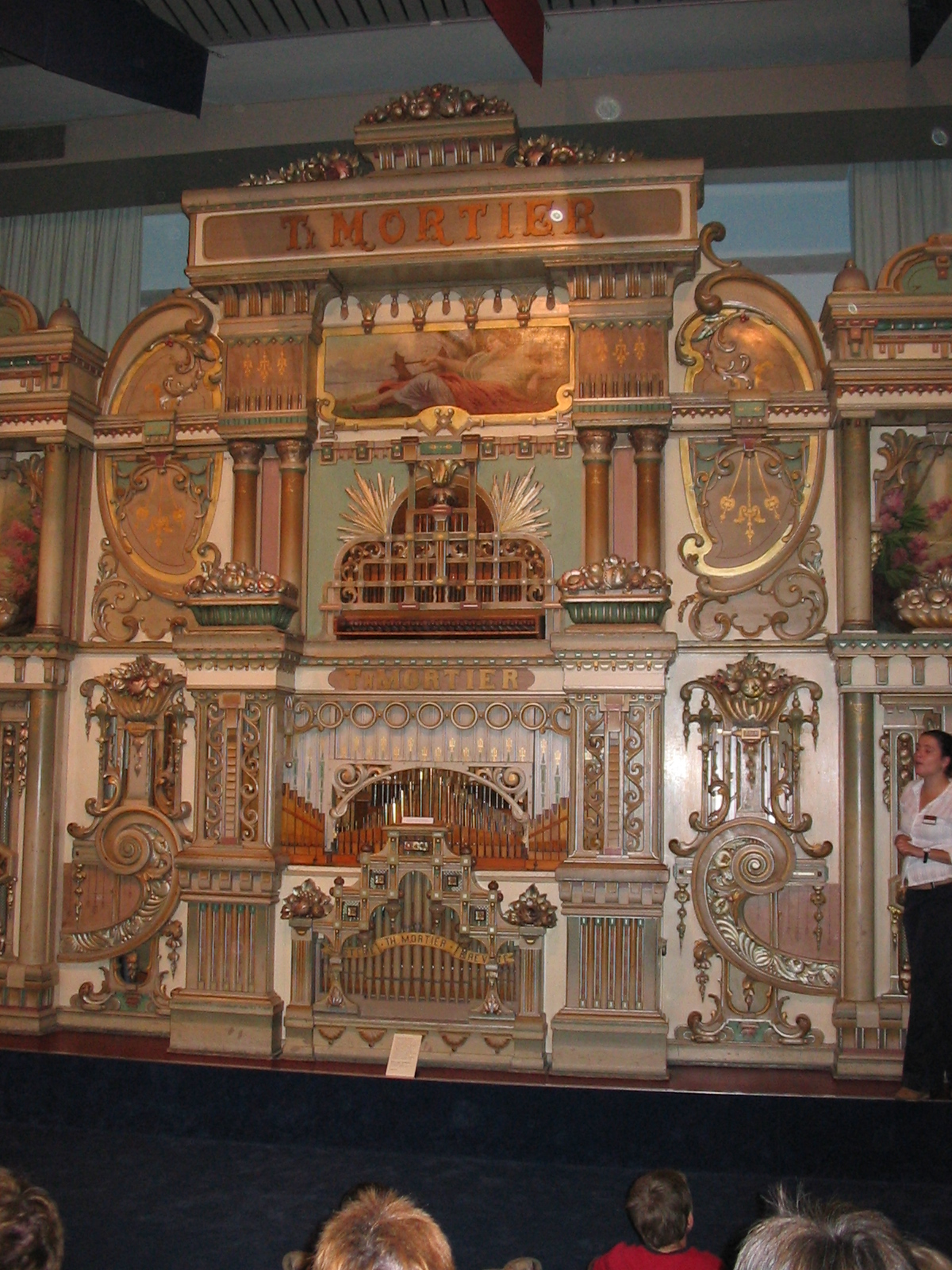
Panoramoi